# Jakob Brunnschweiler
Jakob Brunnschweiler (* 5. Januar 1950 in Glarus) ist ein Schweizer Politiker (FDP). Er war Regierungsrat und Landammann des Kantons Appenzell Ausserrhoden.
Jakob Brunnschweiler studierte Bauingenieurwesen am Technikum Winterthur. Er war von 1998 bis 2015 im Regierungsrat. Von 2006 bis 2011 war er zudem Landammann (Regierungspräsident). Er leitete das Departement Bau und Umwelt (heute: Departement Bau und Volkswirtschaft). Vor seiner Regierungstätigkeit war er zwei Jahre im Ausserrhoder Kantonsrat und sechs Jahre Gemeinderat von Teufen.
| Personendaten    | Personendaten                                          |
| ---------------- | ------------------------------------------------------ |
| NAME             | Brunnschweiler, Jakob                                  |
| KURZBESCHREIBUNG | Schweizer Politiker des Kantons Appenzell Ausserrhoden |
| GEBURTSDATUM     | 5. Januar 1950                                         |
| GEBURTSORT       | Glarus                                                 |